# Esenbeckia prasiniventris
Esenbeckia prasiniventris är en tvåvingeart som först beskrevs av Macquart 1846.  Esenbeckia prasiniventris ingår i släktet Esenbeckia och familjen bromsar. Inga underarter finns listade i Catalogue of Life.